# Benzotiazolo
Il benzotiazolo è un composto organico eterociclico aromatico, strutturalmente formato da un anello benzenico e uno di tiazolo condensati.